# Keita Takahashi
Keita Takahashi (高橋 慶太, Takahashi Keita, Moji-ku, Kitakyūshū, 1975) é um designer e artista de jogos japonês, sendo seus títulos mais notáveis Katamari Damacy e sua sequência, We Love Katamari. O jogo Katamari original foi um sucesso surpresa e foi elogiado por sua peculiaridade, originalidade e charme. Takahashi é casado com a pianista e compositora Asuka Sakai, que trabalhou com Takahashi em vários projetos.

## Carreira

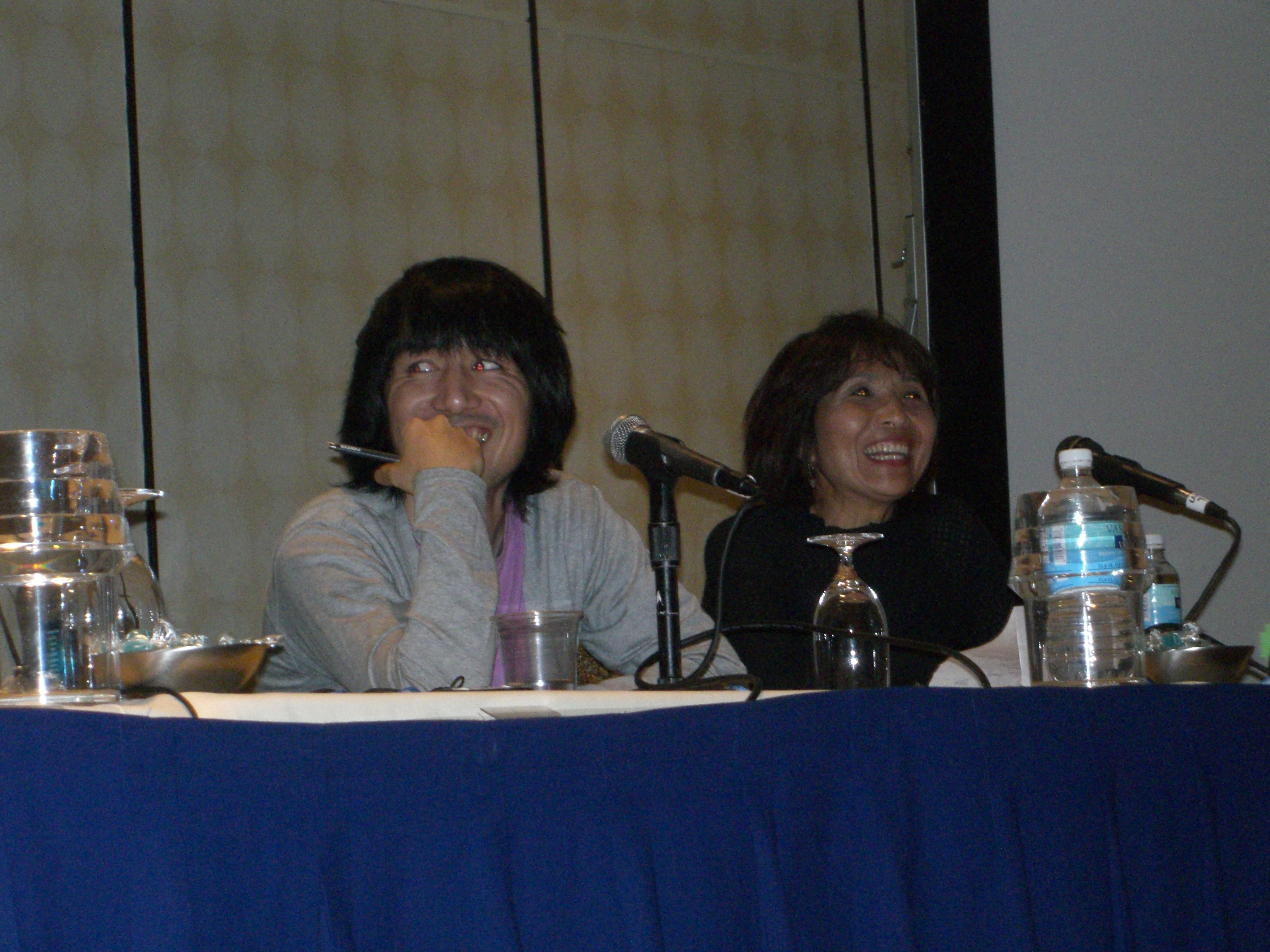
Keita Takahashi no GDG 2006

Em uma entrevista, Takahashi anunciou que espera eventualmente deixar os videogames, com a ambição de projetar um playground para crianças. Em 28 de outubro de 2009, a Câmara Municipal de Nottingham anunciou durante o festival Gamecity que Takahashi estava passando um mês na cidade trabalhando em projetos para a área de recreação em Woodthorpe Grange. Em 2012, Takahashi revelou a um público que o projeto de Nottingham havia sido adiado indefinidamente, devido a questões orçamentárias. Ele e sua esposa, Asuka Sakai, formaram a empresa uvula em outubro de 2010 para apoiar sua carreira freelance de design de jogos, bem como seus designs de playgrounds.
Em julho de 2011, foi anunciado que ele se juntaria à equipe de Tiny Speck em Vancouver, trabalhando em Glitch. Depois que o jogo foi encerrado em dezembro de 2012, ele se mudou para São Francisco.
No início de 2019, o Museu Telfair realizou uma exposição no Jepson Center intitulada "Keita Takahashi: Zooming Out", apresentando vários elementos do trabalho de Takahashi. Takahashi trabalhou no design das exposições, que incluíam uma versão jogável do jogo A͈L͈P͈H͈A͈B͈E͈T͈ com um controlador personalizado.
Em julho de 2022, Takahashi anunciou um novo projeto de jogo, intitulado "to a T".

## Obras
| Ano  | Jogo                            | Papel             |
| ---- | ------------------------------- | ----------------- |
| 2004 | Katamari Damacy                 | Diretor           |
| 2005 | We Love Katamari                | Diretor           |
| 2009 | Noby Noby Boy                   | Diretor, designer |
| 2011 | Glitch                          | Designer          |
| 2013 | Tenya Wanya Adolescentes        | Designer          |
| 2013 | Alphabet                        | Designer          |
| 2016 | WOORLD                          | Designer          |
| 2019 | Wattam                          | Designer          |
| 2021 | Crankin's Time Travel Adventure | Designer          |
| 2025 | to a T                          | Designer          |